# 傑寧戰役
傑寧戰役，是以色列—哈馬斯戰爭的戰役之一。2023年10月12日，以色列襲擊巴勒斯坦約旦河西岸傑寧，拘留一名哈馬斯武裝份子，並造成其他人受傷。2023年10月14日，以色列入侵該市，造成多人死亡。